# Anaël
Anaël est un prénom épicène. En effet, bien qu'originellement masculin, aujourd'hui, il est également féminin. Pour une fille, la graphie Anaëlle est la plus commune.

## Origines
L'origine du prénom n'est pas univoque, plusieurs hypothèses sont formulées, mais elle s'ancre toujours dans une certaine forme de spiritualité.
En effet, selon une première hypothèse, Anaël viendrait de l'hébreu et signifierait « Dieu a répondu ».[réf. nécessaire]
- ana = a répondu (en hébreu "ענה")
- El = Dieu (en hébreu "אל")

En hébreu, il peut également signifier "Je t'en prie Dieu" sous une autre orthographe 
- ana = je t'en prie (en hébreu "אנא")
- El = Dieu (en hébreu "אל")

Une seconde hypothèse postule plutôt une origine double. Anaël viendrait du mélange de « Hannah », qui signifie « grâce » en hébreu, et de « ael », qui signifie « ange » dans la langue bretonne.[réf. nécessaire]
- Hannah = grâce
- ael = ange

Une troisième hypothèse rejoint la précédente, mais en considérant le prénom Anaël uniquement comme un dérivé de « Anne » auquel on a ajouté le suffixe « -aël » moins pour la signification que pour donner une apparence bretonne. Cette dernière hypothèse étant répandue, le prénom Anaël se fête en même temps que le prénom Anne, le 26 juillet.[réf. nécessaire]

Enfin, trois hypothèses kabbalistes lient l'origine du prénom Anaël au prénom d'un ange.
La première associe Anaël à Anauel, un des 8 anges de la séphira Hod (qui est dirigée par l'archange Raphaël) et de l'ordre des Beni Elohim.[réf. nécessaire]
La seconde associe Anaël à Haniel, archange de la séphira Netzach (qu'il dirige donc) et de l'ordre des Elohim-Malkhi. Haniel est aussi un des 7 Anges de la Création dans l'angélologie juive.[réf. nécessaire]
La troisième associe Anaël a l'ange gardien de la Lune (Sefer Raziel).[réf. nécessaire]
Anaël veut dire aussi, je suis l'éternel ana, je suis El, l'Eternel.[réf. nécessaire]

## Anaël célèbres
Anaël Lardy, basketteuse française
Anaël Snoek, actrice et directrice de casting belge

## Statistiques

### France
En 2006, 77 bébés de sexe masculin ont été nommés Anaël en France,, pour 69 bébés de sexe féminin,.
La forme féminine Anaëlle, ou Annaëlle, est bien plus répandue que dans sa forme mixte. En 2006, 1001 bébés de sexe féminin ont été nommés Anaëlle,.

### Belgique

#### Graphie la plus répandue
En 2006 et 2007, respectivement 7 et 4 bébés ont été nommés Anaël en Belgique.
En 2008, dans toute la population belge, on recensait 59 hommes se prénommant Anaël (dont 53 en Région wallonne et 4 dans la Région de Bruxelles-Capitale) et 95 femmes (dont 72 en Région wallonne et 12 à Bruxelles). Pour les femmes, la graphie Anaëlle est beaucoup plus répandue. En 2008, 691 femmes se prénommaient Anaëlle (dont 557 en Région wallonne et 78 à Bruxelles).
En 2017, dans toute la population belge, on recensait 107 hommes se prénommant Anaël et 138 femmes. En 2017, 1144 femmes se prénommaient Anaëlle, les autres variantes étant nettement moins portées (11 Anael, 78 Anaelle, 5 Annael, 31 Annaelle, 16 Annaël, 245 Annaëlle).